# Château des Bourines
Le château des Bourines est une ancienne grange féodale fortifiée située sur la commune de Bertholène, dans le département de l'Aveyron, en France. L'édifice fait l'objet d'un classement au titre des monuments historiques depuis le 12 novembre 1963.

## Historique
C'est en 1273 que le domaine a été donné par les comtes de Rodez à l'hôpital d'Aubrac. Ce dernier y installe un grenier à blé dans le cadre d'une grange monastique, fortifiée au cours de la guerre de Cent Ans. La grange a été la demeure au XVIe siècle du cardinal Georges d'Armagnac, dom d'Aubrac entre 1546 et 1585. Au XIXe siècle, elle appartenait à la famille Granier, négociants domiciliés à Montpellier,.

## Architecture
Le château de Bourines est une grange fortifiée féodale peu modifiée. Il est constitué du donjon rectangulaire du XIIIe siècle et du corps de logis attenant.
Le donjon servait à stocker les céréales récoltées sur le domaine,mais aussi le blé issu des rentes féodales et des dîmes de la domerie d'Aubrac dont cette grange monastique fortifiée dépendait .
La cour intérieure est protégée par un mur de courtine flanqué de quatre tours d'angle. L'ensemble remonte au XIVe siècle. Les salles ont conservé leurs cheminées, leurs poutres d'origine au plafond et quelques meubles. La chapelle du XVe siècle est voûtée en ogive. Au XVIe siècle le cardinal d'Armagnac fait pratiquer des embellissements : le portail daté de 1546 et la galerie intérieure. La croix de carrefour située devant la façade nord du château est datée de 1579.
Le château et la croix ont été classés monument historique le 12 novembre 1963 et tous les bâtiments des communs ont été inscrits à cette même date.

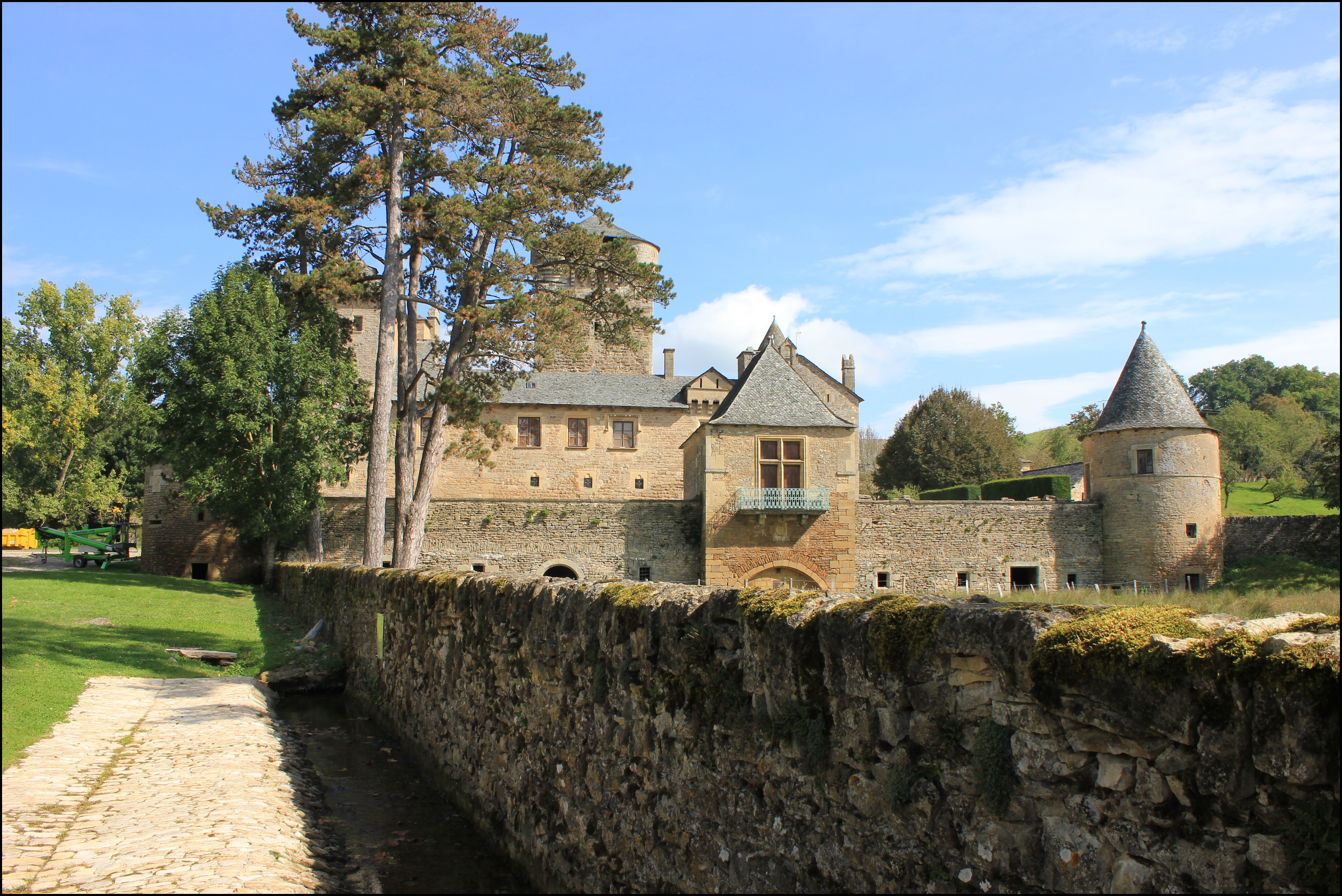
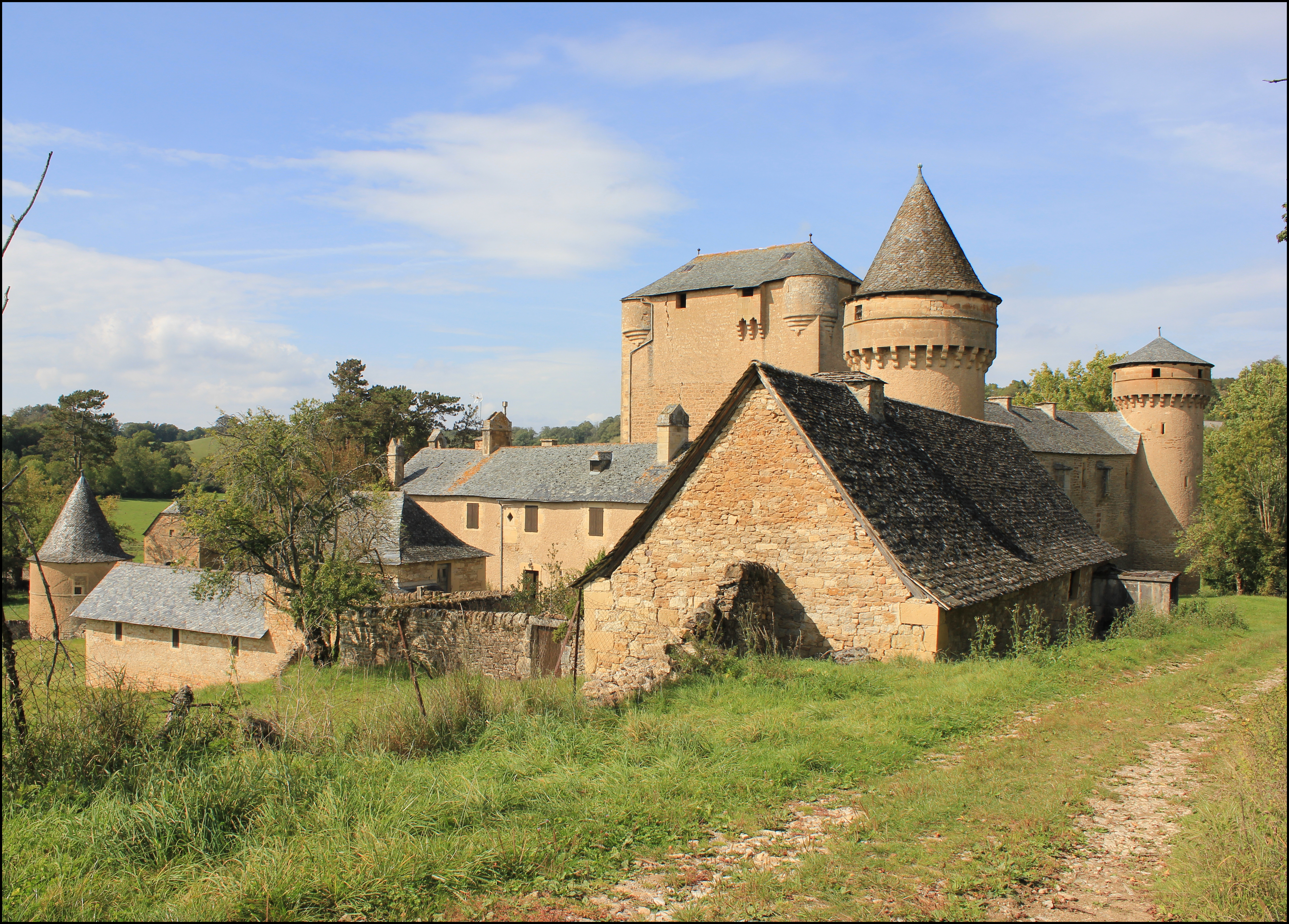
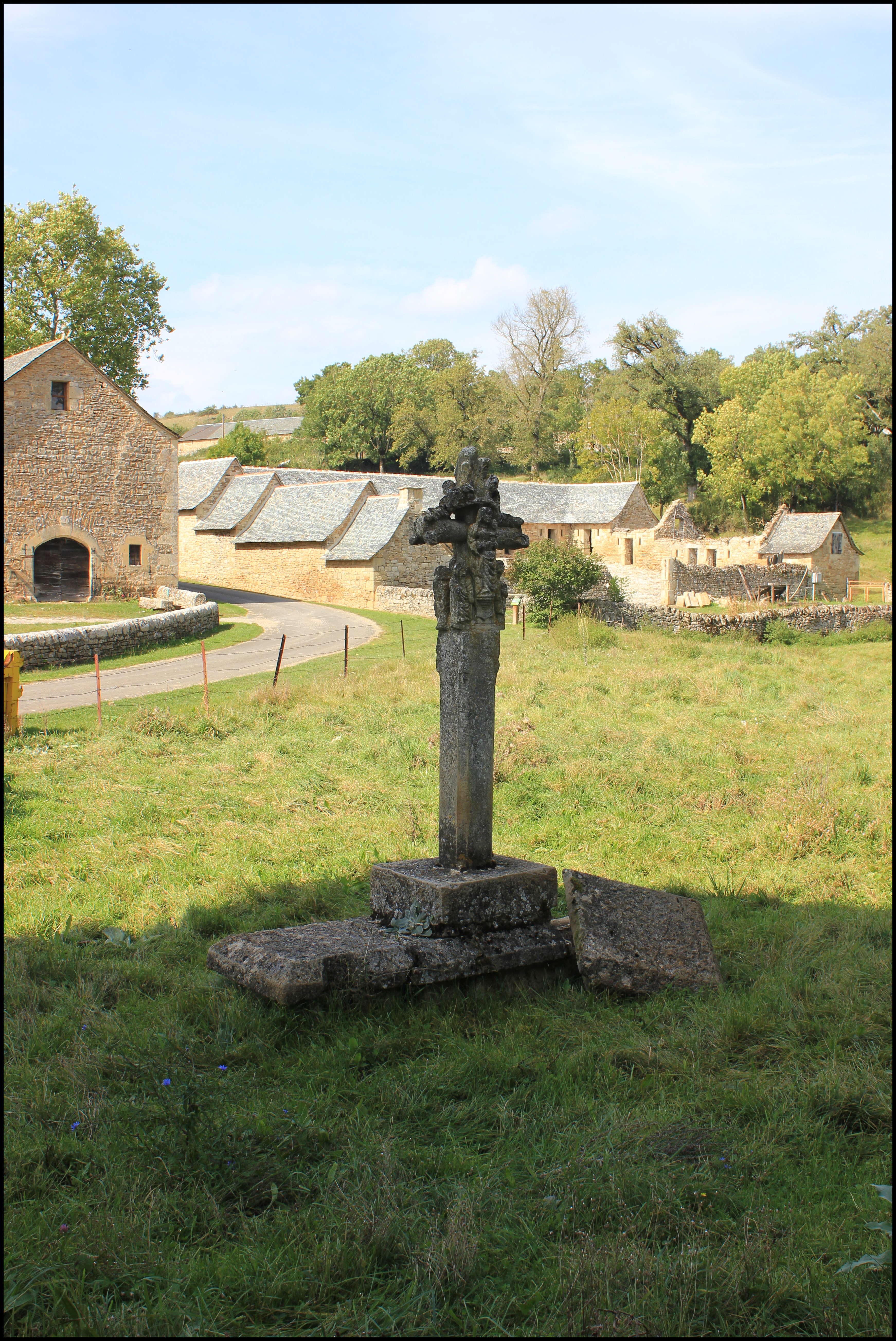
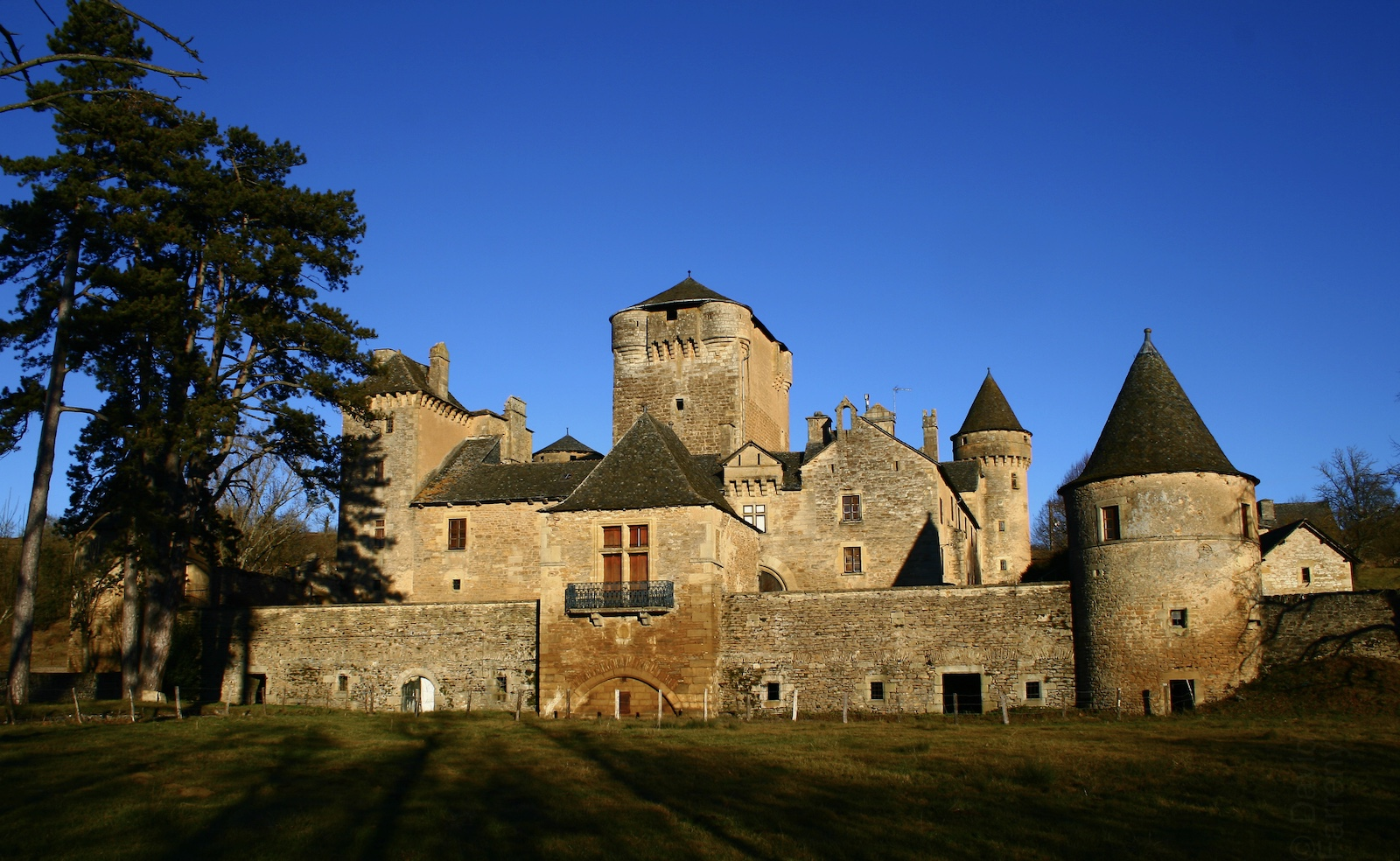

### Lieu de tournage
En 1981, le château sert de cadre au tournage du film Malevil de Christian de Chalonge, inspiré du roman homonyme de Robert Merle et en 2003, Gérard Krawczyk y tourne Fanfan la Tulipe.[réf. nécessaire]